# آنتوان گیزنگا
آنتوان گیزنگا (انگلیسی: Antoine Gizenga؛ زادهٔ ۵ اکتبر ۱۹۲۵ – درگذشتهٔ ۲۴ فوریه ۲۰۱۹) یک سیاست‌مدار اهل جمهوری دموکراتیک کنگو بود. آنتوان گیزنگا در ۲۴ فوریه ۲۰۱۹، در سن ۹۳ سالگی درگذشت.